# Seznam nemških književnikov
Seznam nemških književnikov je krovni seznam.

## Seznami
- seznam nemških dramatikov
- seznam nemških literarnih kritikov
- seznam nemških pesnikov
- seznam nemških pisateljev
- seznam nemških prevajalcev
- seznam nemških scenaristov